# Lone Jakobi
Lone Jakobi Sørensen (født 21. april 1975) er en dansk kommunalpolitiker. Hun blev fra 1. januar 2018 1. viceborgmester i Odder Kommune.Fra 1. januar 2022 er hun borgmester.
Hun er formand for Børne-, Uddannelses- og Kulturudvalget og medlem af Økonomi- og Erhvervsudvalget og Miljø-, Teknik- og Klimaudvalget.

## Baggrund
Jakobi er cand.mag. i etnografi og socialantropologi fra Aarhus Universitet i 2008.

## Politisk karriere
I 2013 blev hun for Socialdemokratiet valgt til byrådet i Odder Kommune første gang med 313 personlige stemmer. I 2016 blev hun valgt som Socialdemokratiets borgmesterkandidat i Odder.
Hun blev ved kommunal- og regionsrådsvalget i 2017 genvalgt med 1.768 stemmer.